# Stazione meteorologica di Hamamatsu
La stazione meteorologica di Hamamatsu è la stazione meteorologica di riferimento per il servizio meteorologico giapponese e per l'Organizzazione Mondiale della Meteorologia, relativa alla città di Hamamatsu.

## Dati climatologici
Secondo i dati medi del trentennio 1981-2010, la temperatura media del mese più freddo, gennaio, si attesta a +6,4 °C, mentre quella del mese più caldo, agosto, è di +27,9 °C.
Le precipitazioni medie annue sono superiori ai 1800 mm. 
| Hamamatsu (1981-2010)            | Mesi    | Mesi    | Mesi    | Mesi    | Mesi    | Mesi    | Mesi    | Mesi    | Mesi    | Mesi    | Mesi    | Mesi    | Stagioni | Stagioni | Stagioni | Stagioni | Anno    |
| Hamamatsu (1981-2010)            | Gen     | Feb     | Mar     | Apr     | Mag     | Giu     | Lug     | Ago     | Set     | Ott     | Nov     | Dic     | Inv      | Pri      | Est      | Aut      | Anno    |
| -------------------------------- | ------- | ------- | ------- | ------- | ------- | ------- | ------- | ------- | ------- | ------- | ------- | ------- | -------- | -------- | -------- | -------- | ------- |
| T. max. media (°C)               | 10,5    | 11,1    | 14,6    | 19,2    | 22,9    | 26,2    | 29,8    | 31,3    | 28,5    | 23,0    | 18,4    | 13,0    | 11,5     | 18,9     | 29,1     | 23,3     | 20,7    |
| T. min. media (°C)               | 2,2     | 2,4     | 5,4     | 10,5    | 14,9    | 19,2    | 23,0    | 24,4    | 21,2    | 15,8    | 9,8     | 4,4     | 3,0      | 10,3     | 22,2     | 15,6     | 12,8    |
| Precipitazioni (mm)              | 57,0    | 78,3    | 149,4   | 167,5   | 190,5   | 241,3   | 190,0   | 150,8   | 248,9   | 164,5   | 118,8   | 52,3    | 187,6    | 507,4    | 582,1    | 532,2    | 1 809,3 |
| Pressione a 0 metri s.l.m. (hPa) | 1 015,1 | 1 014,4 | 1 013,6 | 1 012,4 | 1 010,0 | 1 007,3 | 1 007,0 | 1 008,1 | 1 010,4 | 1 013,9 | 1 016,0 | 1 012,0 | 1 013,8  | 1 012,0  | 1 007,5  | 1 013,4  | 1 011,7 |

### Dati climatologici 1991-2020
Secondo i dati medi del trentennio 1991-2020, la temperatura media del mese più freddo, gennaio, si attesta a +6,3 °C, mentre quella del mese più caldo, agosto, è di +27,8 °C.
Le precipitazioni medie annue sono superiori ai 1843,2 mm.
| Hamamatsu (1991-2020)            | Mesi              | Mesi              | Mesi              | Mesi              | Mesi              | Mesi              | Mesi              | Mesi              | Mesi              | Mesi              | Mesi              | Mesi              | Stagioni | Stagioni | Stagioni | Stagioni | Anno    |
| Hamamatsu (1991-2020)            | Gen               | Feb               | Mar               | Apr               | Mag               | Giu               | Lug               | Ago               | Set               | Ott               | Nov               | Dic               | Inv      | Pri      | Est      | Aut      | Anno    |
| -------------------------------- | ----------------- | ----------------- | ----------------- | ----------------- | ----------------- | ----------------- | ----------------- | ----------------- | ----------------- | ----------------- | ----------------- | ----------------- | -------- | -------- | -------- | -------- | ------- |
| T. max. media (°C)               | 10,6              | 11,5              | 15,0              | 19,6              | 23,7              | 26,6              | 30,3              | 31,8              | 28,8              | 23,6              | 18,6              | 13,2              | 11,8     | 19,4     | 29,6     | 23,7     | 21,1    |
| T. min. media (°C)               | 2,4               | 2,7               | 5,7               | 10,7              | 15,3              | 19,4              | 23,4              | 24,7              | 21,5              | 16,2              | 10,4              | 4,8               | 3,3      | 10,6     | 22,5     | 16,0     | 13,1    |
| T. max. assoluta (°C)            | 18,3 (15/01/1996) | 21,6 (15/02/2006) | 24,9 (29/03/2018) | 28,1 (29/04/2005) | 31,8 (31/05/2015) | 36,7 (29/06/2011) | 38,6 (24/07/2001) | 41,1 (17/08/2020) | 36,6 (03/09/2003) | 32,1 (02/10/2013) | 27,8 (02/11/2000) | 23,2 (11/12/2015) | 23,2     | 31,8     | 41,1     | 36,6     | 41,1    |
| T. min. assoluta (°C)            | −3,7 (25/01/2016) | −2,8 (03/02/2012) | −0,7 (01/03/2000) | 2,6 (01/04/2001)  | 8,3 (03/05/2013)  | 13,7 (01/06/2007) | 18,0 (22/07/2011) | 19,7 (15/08/2003) | 13,1 (24/09/2001) | 8,2 (29/10/2002)  | 2,0 (29/11/2013)  | −1,8 (27/12/2012) | −3,7     | −0,7     | 13,7     | 2,0      | −3,7    |
| Nuvolosità (okta al giorno)      | 4,7               | 4,7               | 6,0               | 6,2               | 7,2               | 8,3               | 7,7               | 7,1               | 7,2               | 6,3               | 5,2               | 4,2               | 4,5      | 6,5      | 7,7      | 6,2      | 6,2     |
| Precipitazioni (mm)              | 59,2              | 76,8              | 147,1             | 179,2             | 191,9             | 224,5             | 209,3             | 126,8             | 246,1             | 207,1             | 112,6             | 62,7              | 198,7    | 518,2    | 560,6    | 565,8    | 1 843,3 |
| Giorni di nebbia                 | 0,1               | 0,1               | 0,5               | 0,2               | 0,4               | 0,9               | 0,7               | 0,3               | 0,1               | 0,1               | 0,3               | 0,1               | 0,3      | 1,1      | 1,9      | 0,5      | 3,8     |
| Umidità relativa media (%)       | 57                | 56                | 59                | 65                | 70                | 78                | 77                | 76                | 74                | 72                | 64                | 61                | 58       | 64,7     | 77       | 70       | 67,4    |
| Pressione a 0 metri s.l.m. (hPa) | 1 011,2           | 1 011,0           | 1 009,8           | 1 008,4           | 1 006,3           | 1 003,5           | 1 003,6           | 1 004,5           | 1 006,8           | 1 010,3           | 1 012,6           | 1 012,3           | 1 011,5  | 1 008,2  | 1 003,9  | 1 009,9  | 1 008,4 |
| Vento (direzione-m/s)            | WNW 4,3           | WNW 4,5           | WNW 3,9           | WNW 3,9           | WNW 3,4           | WSW 3,3           | WSW 3,3           | WSW 3,2           | NE 3,0            | NE 3,1            | WNW 3,3           | WNW 4,1           | 4,3      | 3,7      | 3,3      | 3,1      | 3,6     |

### Dati climatologici 2000-2021
Secondo i dati medi del ventennio 2000-2021, la temperatura media del mese più freddo, gennaio, si attesta a +6,5 °C, mentre quella del mese più caldo, agosto, è di +28,3 °C.
Le precipitazioni medie annue sfiorano i 1900 mm. 
| Hamamatsu (2000-2021)            | Mesi              | Mesi              | Mesi              | Mesi              | Mesi              | Mesi              | Mesi              | Mesi              | Mesi              | Mesi              | Mesi              | Mesi              | Stagioni | Stagioni | Stagioni | Stagioni | Anno    |
| Hamamatsu (2000-2021)            | Gen               | Feb               | Mar               | Apr               | Mag               | Giu               | Lug               | Ago               | Set               | Ott               | Nov               | Dic               | Inv      | Pri      | Est      | Aut      | Anno    |
| -------------------------------- | ----------------- | ----------------- | ----------------- | ----------------- | ----------------- | ----------------- | ----------------- | ----------------- | ----------------- | ----------------- | ----------------- | ----------------- | -------- | -------- | -------- | -------- | ------- |
| T. max. media (°C)               | 10,4              | 11,7              | 15,1              | 19,8              | 23,9              | 26,6              | 30,2              | 31,9              | 28,9              | 23,9              | 18,5              | 12,8              | 11,6     | 19,6     | 29,6     | 23,8     | 21,1    |
| T. min. media (°C)               | 2,6               | 3,1               | 5,8               | 10,6              | 15,4              | 19,3              | 23,5              | 24,7              | 21,4              | 16,0              | 10,2              | 5,1               | 3,6      | 10,6     | 22,5     | 15,9     | 13,1    |
| T. max. assoluta (°C)            | 17,7 (08/01/2020) | 21,6 (15/02/2006) | 24,9 (29/03/2018) | 28,1 (29/04/2005) | 31,8 (31/05/2015) | 36,7 (29/06/2011) | 38,6 (24/07/2001) | 41,1 (17/08/2020) | 36,6 (03/09/2003) | 32,1 (02/10/2013) | 27,8 (02/11/2000) | 23,2 (11/12/2015) | 23,2     | 31,8     | 41,1     | 36,6     | 41,1    |
| T. min. assoluta (°C)            | −3,7 (25/01/2016) | −2,8 (03/02/2012) | −0,7 (01/03/2000) | 2,6 (01/04/2001)  | 8,3 (03/05/2013)  | 13,7 (01/06/2007) | 18,0 (22/07/2011) | 19,7 (15/08/2003) | 13,1 (24/09/2001) | 8,2 (29/10/2002)  | 2,0 (29/11/2013)  | −1,8 (27/12/2012) | −3,7     | −0,7     | 13,7     | 2,0      | −3,7    |
| Giorni di calura (Tmax ≥ 30 °C)  | 0,0               | 0,0               | 0,0               | 0,0               | 0,3               | 3,0               | 18,3              | 26,2              | 15,6              | 0,6               | 0,0               | 0,0               | 0,0      | 0,3      | 47,5     | 16,2     | 64,0    |
| Giorni di gelo (Tmin ≤ 0 °C)     | 5,0               | 3,0               | 0,5               | 0,0               | 0,0               | 0,0               | 0,0               | 0,0               | 0,0               | 0,0               | 0,0               | 0,7               | 8,7      | 0,5      | 0,0      | 0,0      | 9,2     |
| Nuvolosità (okta al giorno)      | 4,8               | 5,2               | 5,7               | 6,2               | 7,6               | 8,3               | 7,6               | 7,5               | 7,0               | 6,6               | 5,4               | 4,4               | 4,8      | 6,5      | 7,8      | 6,3      | 6,4     |
| Precipitazioni (mm)              | 62,1              | 86,1              | 150,4             | 170,3             | 197,4             | 223,1             | 205,3             | 142,0             | 232,2             | 221,9             | 109,0             | 66,1              | 214,3    | 518,1    | 570,4    | 563,1    | 1 865,9 |
| Giorni di nebbia                 | 0,2               | 0,1               | 0,4               | 0,5               | 0,4               | 0,9               | 0,7               | 0,2               | 0,2               | 0,1               | 0,2               | 0,2               | 0,5      | 1,3      | 1,8      | 0,5      | 4,1     |
| Umidità relativa media (%)       | 57,7              | 57,7              | 59,3              | 64,4              | 70,8              | 78,5              | 80,7              | 74,4              | 76,1              | 72,0              | 66,6              | 61,6              | 59,0     | 64,8     | 77,9     | 71,6     | 68,3    |
| Pressione a 0 metri s.l.m. (hPa) | 1 012,5           | 1 012,3           | 1 010,8           | 1 009,6           | 1 007,4           | 1 004,6           | 1 004,7           | 1 005,5           | 1 008,3           | 1 011,5           | 1 013,3           | 1 012,9           | 1 012,6  | 1 009,3  | 1 004,9  | 1 011,0  | 1 009,4 |
| Vento (direzione-m/s)            | WNW 4,2           | WNW 4,1           | WNW 4,0           | WNW 3,6           | NE 3,2            | WSW 2,9           | WSW 2,8           | E 2,9             | NE 2,9            | NE 2,9            | WNW 3,1           | WNW 3,9           | 4,1      | 3,6      | 2,9      | 3,0      | 3,4     |

### Dati climatologici 1961-1990
Secondo i dati medi del trentennio 1961-1990, la temperatura media del mese più freddo, gennaio, si attesta a +7,8 °C, mentre quella del mese più caldo, agosto, è di +28,3 °C.
| Hamamatsu (1961-1990) | Mesi | Mesi | Mesi | Mesi | Mesi | Mesi | Mesi | Mesi | Mesi | Mesi | Mesi | Mesi | Stagioni | Stagioni | Stagioni | Stagioni | Anno |
| Hamamatsu (1961-1990) | Gen  | Feb  | Mar  | Apr  | Mag  | Giu  | Lug  | Ago  | Set  | Ott  | Nov  | Dic  | Inv      | Pri      | Est      | Aut      | Anno |
| --------------------- | ---- | ---- | ---- | ---- | ---- | ---- | ---- | ---- | ---- | ---- | ---- | ---- | -------- | -------- | -------- | -------- | ---- |
| T. max. media (°C)    | 12,5 | 13,4 | 16,2 | 21,0 | 24,6 | 27,1 | 30,5 | 32,0 | 29,4 | 25,1 | 19,8 | 14,5 | 13,5     | 20,6     | 29,9     | 24,8     | 22,2 |
| T. min. media (°C)    | 3,1  | 3,2  | 6,6  | 11,2 | 15,8 | 19,5 | 23,5 | 24,6 | 21,8 | 16,5 | 11,0 | 5,9  | 4,1      | 11,2     | 22,5     | 16,4     | 13,6 |

### Dati climatologici 1931-1960
Secondo i dati medi del trentennio 1931-1960, la temperatura media del mese più freddo, gennaio, si attesta a +9,3 °C, mentre quella del mese più caldo, agosto, è di +28,3 °C.
| Hamamatsu(1931-1960) | Mesi | Mesi | Mesi | Mesi | Mesi | Mesi | Mesi | Mesi | Mesi | Mesi | Mesi | Mesi | Stagioni | Stagioni | Stagioni | Stagioni | Anno |
| Hamamatsu(1931-1960) | Gen  | Feb  | Mar  | Apr  | Mag  | Giu  | Lug  | Ago  | Set  | Ott  | Nov  | Dic  | Inv      | Pri      | Est      | Aut      | Anno |
| -------------------- | ---- | ---- | ---- | ---- | ---- | ---- | ---- | ---- | ---- | ---- | ---- | ---- | -------- | -------- | -------- | -------- | ---- |
| T. max. media (°C)   | 13,2 | 14,1 | 17,1 | 21,9 | 25,0 | 27,5 | 30,9 | 32,2 | 29,9 | 25,5 | 20,5 | 15,4 | 14,2     | 21,3     | 30,2     | 25,3     | 22,8 |
| T. min. media (°C)   | 5,4  | 5,5  | 8,1  | 11,5 | 16,2 | 19,5 | 23,3 | 24,2 | 21,9 | 17,1 | 11,5 | 7,2  | 6,0      | 11,9     | 22,3     | 16,8     | 14,3 |

## Valori estremi

### Temperature estreme mensili dal 1883 ad oggi
Nella tabella sottostante sono riportate le temperature massime e minime assolute mensili, stagionali ed annuali dal 1883 in poi, con il relativo anno in cui si queste sono state registrate. La massima assoluta del periodo esaminato di +41,1 °C risale al 17 agosto 2020, mentre la minima assoluta di -6,0 °C è del 2 gennaio 1923.
| Hamamatsu (1883-2023) | Mesi              | Mesi              | Mesi              | Mesi              | Mesi              | Mesi              | Mesi              | Mesi              | Mesi              | Mesi              | Mesi              | Mesi              | Stagioni | Stagioni | Stagioni | Stagioni | Anno |
| Hamamatsu (1883-2023) | Gen               | Feb               | Mar               | Apr               | Mag               | Giu               | Lug               | Ago               | Set               | Ott               | Nov               | Dic               | Inv      | Pri      | Est      | Aut      | Anno |
| --------------------- | ----------------- | ----------------- | ----------------- | ----------------- | ----------------- | ----------------- | ----------------- | ----------------- | ----------------- | ----------------- | ----------------- | ----------------- | -------- | -------- | -------- | -------- | ---- |
| T. max. assoluta (°C) | 20,7 (27/01/1969) | 22,5 (11/02/1962) | 26,0 (24/03/2023) | 29,5 (28/04/1922) | 33,3 (21/05/1891) | 36,7 (29/04/2011) | 39,2 (28/07/2024) | 41,1 (17/08/2020) | 36,9 (01/09/1912) | 34,4 (09/10/1949) | 28,4 (01/11/1923) | 23,6 (17/12/1929) | 23,6     | 33,3     | 41,1     | 36,9     | 41,1 |
| T. min. assoluta (°C) | −6,0 (02/01/1923) | −5,5 (22/02/1895) | −3,3 (04/03/1929) | 0,6 (03/04/1884)  | 4,7 (13/05/1902)  | 10,3 (08/06/2022) | 15,1 (06/07/2022) | 16,4 (19/08/1910) | 13,1 (23/09/2001) | 7,0 (26/10/2022)  | 2,0 (29/11/2013)  | −4,2 (23/12/1898) | −6,0     | −3,3     | 10,3     | 2,0      | −6,0 |